# Новосёловка (Мартыновский район)
Новосёловка — хутор в Мартыновском районе Ростовской области.
Административный центр Новосёловского сельского поселения.

## История
Хутор был основан жителями соседнего хутора Несмеяновка, когда некоторые из них начали переселяться на левый берег реки Сал.

## Население
| 2010 | 2012 | 2013 |
| ---- | ---- | ---- |
| 930  | ↗933 | ↘889 |

## Улицы
| - ул. Кировская - ул. Краснопартизанская - ул. Молодёжная | - пер. Мостовой - ул. Советская - ул. Черёмушки |

## Инфраструктура
На территории хутора располагаются Новосёловская средняя школа № 7, клуб (здание бывшей совхозной конторы) и детский сад.